# 이장 (척분후)
이장(李長, ? ~ 기원전 177년)는 전한 초기의 제후로, 개국공신 이필의 아들이다.

## 생애
고후 8년(기원전 180년), 이필의 뒤를 이어 척후(戚侯)에 봉해졌다.
문제 3년(기원전 177년)에 죽으니, 시호를 분(賁)이라 하였고 작위는 아들 이하가 이었다.
이장은 《한서》에만 기록되어 있는 인물로, 《사기》에서는 누락되어 이반이 이필의 뒤를 이은 것으로 기록되어 있다.

## 출전
- 반고, 《한서》 권16 고혜고후문공신표(高惠高后文功臣表)